# Grypomachaerota
Grypomachaerota is een geslacht van halfvleugeligen uit de familie Machaerotidae. De wetenschappelijke naam van dit geslacht is voor het eerst geldig gepubliceerd in 1907 door Schmidt.

## Soorten
Het geslacht Grypomachaerota omvat de volgende soorten:
- Grypomachaerota breviceps Baker, 1919
- Grypomachaerota turbinata Schmidt, 1907